# Саакян, Тарон Жораевич
Тарон Жораевич Саакян (арм. Տարոն Սահակյան, 7 июля 1962, Октемберян) — бывший депутат парламента Армении.
- 1980—1985 — Ереванский институт народного хозяйства. Экономист.
- 1979—1980 — работал на Октемберянском релевом заводе.
- 1985—1991 — работал в партийных и советских органах.
- 1991—1997 — занимался предпринимательством за рубежом.
- Основал «Игма» (1997), «Экономинвестбанк» (1998), «АФА концерн» (1999).
- 1999—2003 — был депутатом парламента. Член постоянной комиссии по финансово-кредитным, бюджетным и экономическим вопросам. Беспартийный.